# Йобібайт
Йобібайт (йота бінарний байт) — одиниця вимірювання цифрової інформації. Визначена Міжнародною електротехнічною комісією (МЕК). Коротке позначення — ЙіБ.
Двійковий префікс йобі означає множення на 280, тому:
1 йобібайт = 280 байт = 1 208 925 819 614 629 174 706 176 байт = 1 024 зебібайт
Префікси зебі- і йобі- спочатку не були частиною бінарних префіксів, але пізніше були додані Міжнародною електротехнічною комісією в серпні 2005 року.